# Mbikouni
Mbikouni est un village de la région du Nord au Cameroun, situé dans la commune de Touboro dans le département du Mayo-Rey, à proximité de la frontière avec le Tchad et avec la République centrafricaine.

## Population
Lors du recensement de 2005, le village comptait 729 habitants.  